# Ратич Іриней Борисович
Ратич Іриней Борисович (нар. 15 жовтня 1939, Оріховець) — український вчений-біолог, член-кореспондент Національної академії аграрних наук України

## Життєпис
Народився 15.10.1939 р. в с. Оріховець Підволочиського р-ну, Тернопільської обл.
Трудова діяльність Іринея Борисовича Ратича від старшого лаборанта до директора Інституту, а пізніше — головного наукового співробітника складає 63 роки (1959—2022 рр.) і стосується однієї наукової установи, зокрема Інституту біології тварин НААН.
З 1956 до 1959 рр. — навчався у Львівському зооветеринарному технікумі. Після його закінчення розпочав трудову діяльність на посаді старшого лаборанта відділу біохімії сільськогосподарських тварин Інституту землеробства і тваринництва західних районів України.
У 1966 р. — закінчив ветеринарний факультет Львівського зооветеринарного інституту.
З 1967 до 1976 рр. — молодший науковий співробітник лабораторії фізіологічних основ утримання сільськогосподарських тварин Українського науково-дослідного інституту фізіології і біохімії сільськогосподарських тварин.
З 1976 до 1989 рр. — старший науковий співробітник лабораторії білків і амінокислот, а з 1989 до 1994 рр. — провідний науковий співробітник цієї ж лабораторії Інституту фізіології і біохімії сільськогосподарських тварин НААН.
З 1994 до 1998 рр. — заступник директора з наукової роботи Інституту фізіології і біохімії сільськогосподарських тварин НААН та Інституту землеробства і біології тварин НААН.
З 1994 до 1998 рр. — член експертної ради Вищої атестаційної комісії України.
З 1998 до 2001 рр. — директор Інституту землеробства і біології тварин НААН та Інституту біології тварин НААН.
У 1999 р. — обраний членом-кореспондентом Національної академії аграрних наук.
З 2001 до 2021 рр. — головний науковий співробітник лабораторії фізіології, біохімії та живлення птиці Інституту біології тварин НААН.

## Наукова діяльність
У 1971 р. — захистив кандидатську дисертацію.
У 1994 р. — захистив докторську дисертацію.
Ратич Іриней Борисович є лауреатом премії ім. С. З. Ґжицького (2008 р.)
За співпрацю з Краківським аграрним університетом, спільні дослідження та публікації нагороджений відзнакою цього університету. Ратич І. Б.
Автор 330 наукових праць, монографії, 4 книг, 2 посібників, 10 методичних рекомендацій, отримав 11 авторських свідоцтв і патентів.
Під його керівництвом захищена одна докторська та 6 кандидатських дисертацій.

## Наукові зацікавлення
Наукові зацікавлення Ратича Іринея Борисовича стосувалася досліджень дії штучних джерел ультрафіолетового опромінювання на організм сільськогосподарських тварин. Доведено, що за ультрафіолетового опромінення тварин відбувається фотоліз розчинних білків шкіри з утворенням біологічно активних сполук, внаслідок чого виникають біологічні ефекти, які впливають на продуктивність.
За комплексного вивчення біохімічних механізмів дії екзогенного сульфату на організм птиці з урахуванням кількості протеїну, сірковмісних амінокислот і загальної сірки в раціоні, шляхом застосування методів радіології, біохімії та фізіології, Ратичем І. Б. вперше встановлено можливість використання сірки мінеральних сполук для синтезу цистину в їх організмі, специфічну роль різних органів у метаболізмі органічних і мінеральних сірковмісних сполук, розроблено теоретичні основи і практичні рекомендації з використання сульфату натрію в годівлі птиці різного виду і напряму продуктивності.
Встановлено фізіолого-біохімічні механізми дії комплексного препарату рослинного походження на метаболічні процеси в організмі птиці, продуктивність і якість продукції. З позицій фізіології, біохімії та живлення доведено ефективність застосування фітопрепарату замість кормових антибіотиків.

## Нагороди і відзнаки
- Знак «Ударник одиннадцатой пятилетки» (1985),
- Медаль «Ветеран праці» (1986),
- Диплом другого ступеня Виставки досягнень народного господарства УРСР за успіхи у економічному і соціальному розвитку Української РСР (1989),
- Почесна відзнака УААН (2006),
- медаль «Знак пошани» Мінагрополітики України (2009),
- Почесна грамота Кабінету Міністрів України (2014),
- грамота Верховної Ради України,
- Державна премія України в галузі науки і техніки (2019)[1].